# Los Angeles Free Music Society

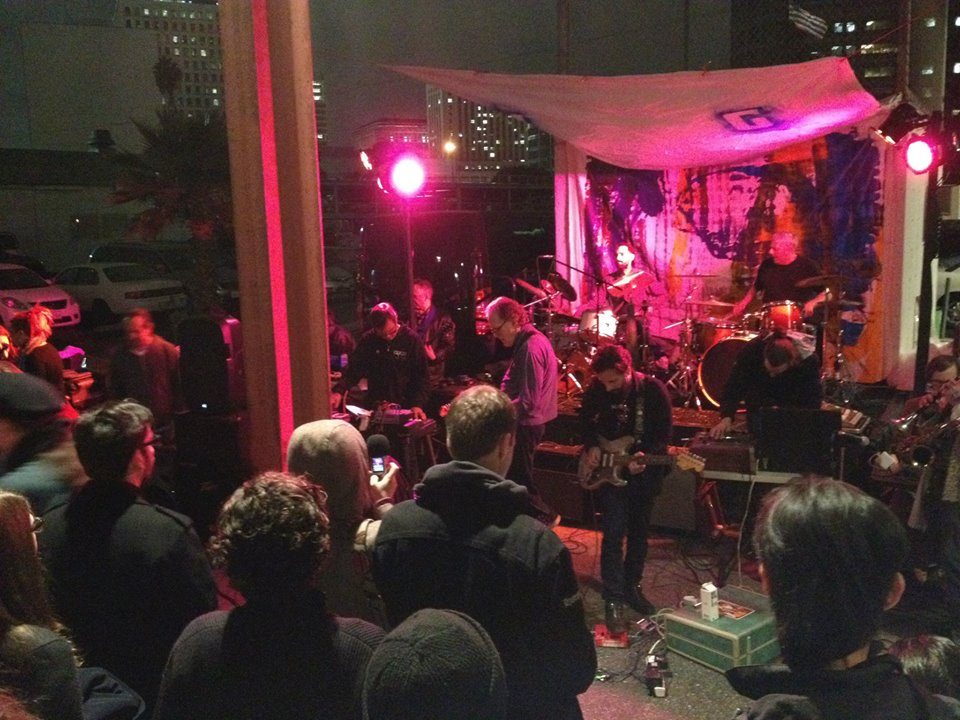
Performance de LAFMS Airway au musée d'art contemporain de Los Angeles (janvier 2014).

La Los Angeles Free Music Society (LAFMS) a été, depuis le début des années 1970, la bannière sous laquelle s'est rangé un vaste collectif de musiciens expérimentaux à Los Angeles, Californie, rassemblés par une esthétique reposant sur leur radicalisme et leur enjouement. Parmi les membres prééminents de la société on peut citer Joe Potts, Tom Recchion, Joseph Hammer, John Duncan (en), Dennis Duck et Rick Potts.  
Des groupes de musique remarquable issus de ce vivier sont par exemple Le Forte Four, Smegma (basé à Portland au début des années 1980),  Solid Eye, Airway (en) et Doo-Dooettes. Leur influence fut immédiatement recueillie par des musiciens de la scène bruitiste japonaise comme Hanatarash et Incapacitants.
Un CD rétrospectif de dix titres intitulé The Lowest Form of Music, incluant des enregistrements des années 1970 réalisés sous la bannière de la LAFMS, fut réalisé par la Cortical Foundation et RRRecords.

## Source
- (en) Cet article est partiellement ou en totalité issu de l’article de Wikipédia en anglais intitulé « Los Angeles Free Music Society » (voir la liste des auteurs).